# Luz Emilia Aguilar Zinser
Luz Emilia Aguilar Zinser (Ciudad de México, 1959) es una dramaturga, crítica e investigadora teatral mexicana.

## Biografía
Nacida en la Ciudad de México, obtuvo una licenciatura en literatura dramática y teatro en la Facultad de Filosofía y Letras de la Universidad Nacional Autónoma de México (UNAM). Continuó su formación educativa en el Núcleo de Estudios Teatrales (NET), y fue becaria del Centro Mexicano de Escritores (CEM).
Durante su carrera ha obtenido cargos como coeditora de las planas editoriales y del suplemento "Enfoque" del periódico Reforma, articulista en el mismo diario con dos columnas semanales en las secciones de "Cultura" y "Gente" desde 1997 a 2002, y columnista del periódico Excélsior desde 2006 a 2015.
Forma parte del consejo asesor de la Cátedra Ingmar Bergman en cine y teatro UNAM y conduce en el Teatro La Capilla sesiones del programa "El Espectador Crítico" y es editora del programa "La Muestra Crítica", impulsado por el Instituto Goethe y la Coordinación Nacional de Teatro, programa que ha acompañado en las emisiones 2017 y 2018 a la Muestra Nacional de Teatro. Fue codirectora artística del "Encuentro México Puerta de las Américas" y ha colaborado en numerosas ocasiones como jurado para certámenes nacionales e internacionales de dramaturgia, puesta en escena y ensayo teatral. También ha impartido talleres de crítica teatral e historia del teatro.
Ha dictado conferencias y participado en mesas redondas sobre teatro y estudios culturales en Perú, Argentina, España, Colombia, Canadá y Alemania. Ha sido jurado de muestras estatales de teatro en Veracruz, Ciudad de México, Chihuahua, Monterrey y Guadalajara así como invitada a foros sobre teatro y cultura en Perú, Canadá, Irlanda, Colombia, Argentina, Brasil, España, Alemania y México.
Es autora de Laboratorio de teatro campesino e indígena: Medio siglo de historia (2022), un estudio sobre cuatro décadas de historia viva de los laboratorios de teatro campesino e indígena, así como coautora del libro de dramaturgia, Realidades inhóspitas: Obras para alzar la voz (2018). Parte de su obra forma parte de una antología nacional. Sus ensayos, entrevistas, críticas y reportajes se han publicado en diversos medios, como El Ciudadano, ¡Siempre!, Paso de Gato, Nexos, Correo Escénico, Irish Theatre Magazine, Theater Der Zite, entre otros.

## Publicaciones seleccionadas

### Antologías
- David Olguín (coord.) (2011). Un siglo de teatro en México. Fondo de Cultura Económica. ISBN 9786071650849.

### Dramaturgia
- Chabaud Magnus, Jaime Eduardo; García Barrientos, José-Luis; Aguilar Zinser, Luz Emilia (2018). Realidades inhóspitas: Obras para alzar la voz. Toma, Ediciones y Producciones Escénicas y Cinematográficas. ISBN 9786078584253.

### Estudios y crítica
- Grobet, Lourdes; Aguilar Zínser, Luz Emilia (2022). Laboratorio de Teatro campesino e indígena: medio siglo de historia (Primeraición edición). Barcelona: RM Verlag. ISBN 9786076057131.